# Fairchild Channel F
La Fairchild Channel F è stata la prima console programmabile basata su cartucce ROM e ha dato inizio alla seconda generazione di console. È stata messa in vendita dalla Fairchild Semiconductor (una divisione della ditta madre) nel mese di agosto del 1976 al costo di 169,95 dollari statunitensi. Inizialmente denominata Video Entertainment System o VES, prese il nome di Channel F poco prima del lancio. Complessivamente ne sono state vendute circa 250.000 unità.

## Storia
L'elettronica della Channel F fu progettata da Jerry Lawson. Dapprima Lawson, allora ingaggiato come libero professionista dalla Fairchild, progettò privatamente l'arcade Demolition Derby e, a differenza delle circuiterie tipicamente impiegate dai giochi dell'epoca, decise di basarlo su un microprocessore, realizzando presumibilmente il primo videogioco a microprocessore della storia. Venne utilizzato come CPU l'allora nuovo Fairchild F8. Quando la Faichild seppe di questo progetto collaterale, decise di mettere Lawson a capo di una nuova divisione videogiochi per realizzare una console domestica completamente programmabile e basata sull'F8.
Lo sviluppo fu portato avanti insieme a Nicholas F. Talesfore e Ron Smith. Lo sviluppo della CPU fu seguito da Robert Noyce, che in seguito lasciò Fairchild per fondare Intel.
L'uso di cartucce rimovibili era una novità per l'epoca, e la Commissione federale per le comunicazioni richiese di effettuare collaudi su ogni singola cartuccia e di proteggere internamente cartucce e console con un involucro metallico, per eliminare i rischi di scintille, interferenze e simili.
Le etichette delle cartucce, contenenti pop art nello stile di Peter Max, furono disegnate dall'artista locale Tom Kamifuji.
La console debuttò al Consumer Electronics Show di Chicago nell'estate 1976 e ricevette reazioni positive. Tra i titoli di lancio in particolare Video Blackjack era di qualità notevole e faceva apparire promettente il sistema. Le numerose console di vecchia concezione simili a PONG, che continuavano a uscire sul mercato, iniziarono ad apparire irrilevanti. Tuttavia quando anche i concorrenti iniziarono a produrre console della nuova generazione, la Channel F rimase rapidamente indietro, perché i suoi giochi erano generalmente di minor interesse e minor valore, in particolare se confrontati con l'Atari 2600 (uscita l'anno successivo) che proponeva molte conversioni di arcade di successo della stessa Atari. Uscirono pochi giochi per Channel F, poi la produzione fu acquisita dalla Zircon che lanciò anche la più competitiva versione Channel F System II fino ai primi anni '80, ma le cose non migliorarono e la linea Channel F finì nel dimenticatoio.

### Impatto sul mercato
La messa in vendita della Channel F ebbe come principale conseguenza storica quella di costringere Atari a mettere in commercio velocemente una console migliore della console PONG che fino ad allora commercializzava. Il progetto era già in cantiere presso Atari e si chiamava "Stella", una macchina anch'essa basata su una CPU e sull'uso di cartucce ROM per contenere i programmi da far girare. Quando uscì la Channel F, il presidente di Atari, Nolan Bushnell, si rese conto che, prima che il mercato si fosse riempito di console basate su cartucce, doveva far uscire la sua macchina; ma le finanze di Atari non avrebbero mai permesso di portare a termine il lavoro di sviluppo e di imporre la console sul mercato per cui egli decise di trovare i fondi necessari vendendo la società a Warner Communications. Grazie alle possibilità economiche del gruppo Warner, la console fu terminata e messa in commercio nel 1977 come Atari VCS.

## Caratteristiche tecniche
La CPU F8 era molto complessa se paragonata ai circuiti integrati dell'epoca e offriva molte più linee di ingresso e uscita degli altri chip. Siccome non esisteva un package che potesse contenere tutti i piedini necessari, le logiche dell'F8 erano divise su 2 chip distinti che dovevano essere utilizzati insieme per formare la CPU completa. La CPU era potente quanto bastava per scrivere giochi dotati di intelligenza artificiale per permettere di giocare "contro il computer", quando le altre console permettevano solo di giocare contro un altro giocatore umano.

La tavolozza dei colori della Channel F

La grafica della console è rudimentale: lo schermo ha una risoluzione di 128×64 pixel di cui visibili circa 102×58; per lo sfondo può visualizzare solo un colore scelto tra 4 per ogni riga dell'immagine, mentre per la grafica principale si può scegliere solo fra 3 colori principali, rosso, verde e blu, oppure il bianco nel caso lo sfondo sia nero. La memoria RAM è di 64 byte, la metà del quantitativo installato sull'Atari VCS.
Una caratteristica specifica della console era la presenza di un pulsante di pausa che permetteva al giocatore di fermare il gioco oppure di cambiare il tempo o la velocità di gioco mentre era in corso la partita. Nella prima versione della console il suono era generato da un altoparlante interno mentre nella seconda versione, la System II, esso era riprodotto direttamente sul televisore.
I controller erano dei joystick senza base e con una impugnatura anatomica, alla cui sommità c'è un cappuccio che è il controllo direzionale a 8 vie. Quest'ultimo può essere utilizzato sia come joystick che come paddle (ruotandolo), ma può anche essere premuto o tirato. La prima versione della console aveva degli alloggiamenti dove riporre i controller mentre la seconda versione presentava dei controller staccabili e dei ganci posteriori dove arrotolare i cavi dei controller stessi. Zircon, che acquistò i diritti della console nel 1978, presentò nel 1982 uno speciale joystick dotato di un pulsante di fuoco, denominato Channel F Jet-Stick. Zircon lo offrì anche come Video Command, compatibile con l'Atari VCS, l'Atari 400/800, il Commodore PET e il Commodore VIC-20.

## Videogiochi
Durante la vita della console furono messe in commercio 27 cartucce giochi denominate Videocart: le prime 21 furono vendute da Fairchild, le altre da Zircon. Ogni cartuccia costava circa 19,95 dollari e, spesso, conteneva più di un gioco. Le cartucce sono di colore giallo e delle dimensioni di una cassetta Stereo8. La console contiene 2 giochi preinstallati, Tennis e Hockey, che per lo più sono cloni più avanzati del noto gioco PONG. In Hockey la "racchetta" può essere cambiata da verticale a diagonale ruotando la sommità del controller, e si può muovere per tutto lo schermo. Tennis invece assomiglia molto all'originale PONG.
Un volantino del 1978 presentava 3 cartucce denominate Keyboard Videocarts: esse erano K-1 Casino Poker, K-2 Space Odyssey e K-3 Pro-Football. Nessuna delle tre fu mai messa in vendita né tantomeno l'accessorio Keyboard (tastiera) che era forse necessario per poterle usare. Queste cartucce non comparvero più in nessuno dei volantini successivamente distribuiti da Fairchild e da Zircon.
Alla fine del 1978 comparve in un volantino di Zircon una cartuccia addizionale denominata Videocart-51, contenente un singolo gioco intitolato Demo 1: anche in questo caso la cartuccia non fu mai messa in vendita né apparve più nei volantini successivi.
Come molte altre console dell'epoca, anche la Channel F ha i suoi estimatori contemporanei che continuano non solo a utilizzarla, ma a sviluppare nuovi software. Ad esempio, nel 2009 è stata pubblicata commercialmente una cartuccia homebrew contenente una versione del videogioco Pac-Man, che supera in qualità il famigerato Pac-Man per Atari VCS.

### Elenco
Giochi integrati nel sistema:
- Hockey, Tennis

Videocart che sono state regolarmente vendute:
- Videocart-1: Tic Tac Toe, Shooting Gallery, Doodle, Quadradoodle
- Videocart-2: Desert Fox, Shooting Gallery
- Videocart-3: Video Blackjack
- Videocart-4: Spitfire
- Videocart-5: Space War
- Videocart-6: Math Quiz (Addition & Subtraction)
- Videocart-7: Math Quiz (Multiplication & Division)
- Videocart-8: Mind Reader, Nim (aka 'Magic Numbers')
- Videocart-9: Drag Strip
- Videocart-10: Maze, Cat and Mouse
- Videocart-11: Backgammon, Acey-Duecy
- Videocart-12: Baseball
- Videocart-13: Torpedo Alley, Robot War
- Videocart-14: Sonar Search
- Videocart-15: Memory Match
- Videocart-16: Dodge'It
- Videocart-17: Pinball Challenge
- Videocart-18: Hangman
- Videocart-19: Checkers
- Videocart-20: Video Whizball
- Videocart-21: Bowling
- Videocart-22: Slot Machine
- Videocart-23: Galactic Space Wars
- Videocart-24: Pro-Football
- Videocart-25: Casino Royale
- Videocart-26: Alien Invasion

Titoli esistenti, ma non distribuiti ufficialmente:
- Democart
- Democart 2

Titoli non distribuiti:
- Keyboard Videocart-1: Casino Poker
- Keyboard Videocart-2: Space Odyssey
- Keyboard Videocart-3: Pro-Football
- Videocart-51: Demo 1

## Specifiche hardware

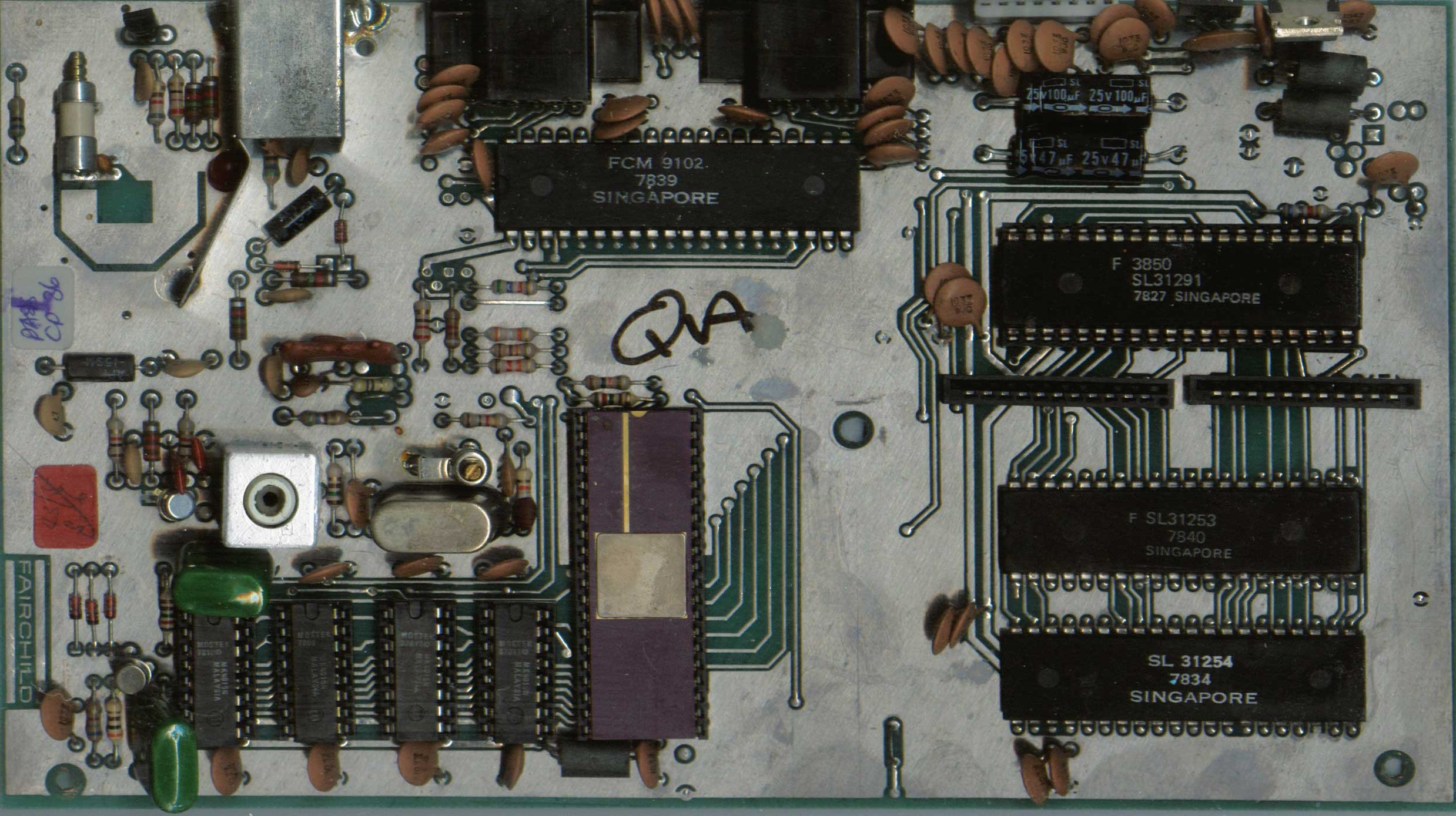
La scheda elettronica della Grandstand Video Entertainment Computer, versione inglese della Channel F System II.

- CPU: Fairchild F8 a 1,79 MHz (versione PAL: 2,00 MHz - versione PAL System II: 1,77 MHz)
- RAM: 64 byte, 2 kB VRAM (2×128×64 bits)
- Risoluzione video: 128×64 pixel, circa 102×58 pixel visibili, a seconda del televisore
- Colori: 8 colori (bianco/nero o 4 colori massimo per riga)
- Audio: toni a 500 Hz, 1 kHz e 1,5 kHz (modulabili velocemente per riprodurre toni differenti)
- Input: 2 controller giochi, solidali con la console (versione originale) oppure rimovibili (Channel F System II)
- Output: uscita TV (cavo fissato alla console)

## Channel F System II

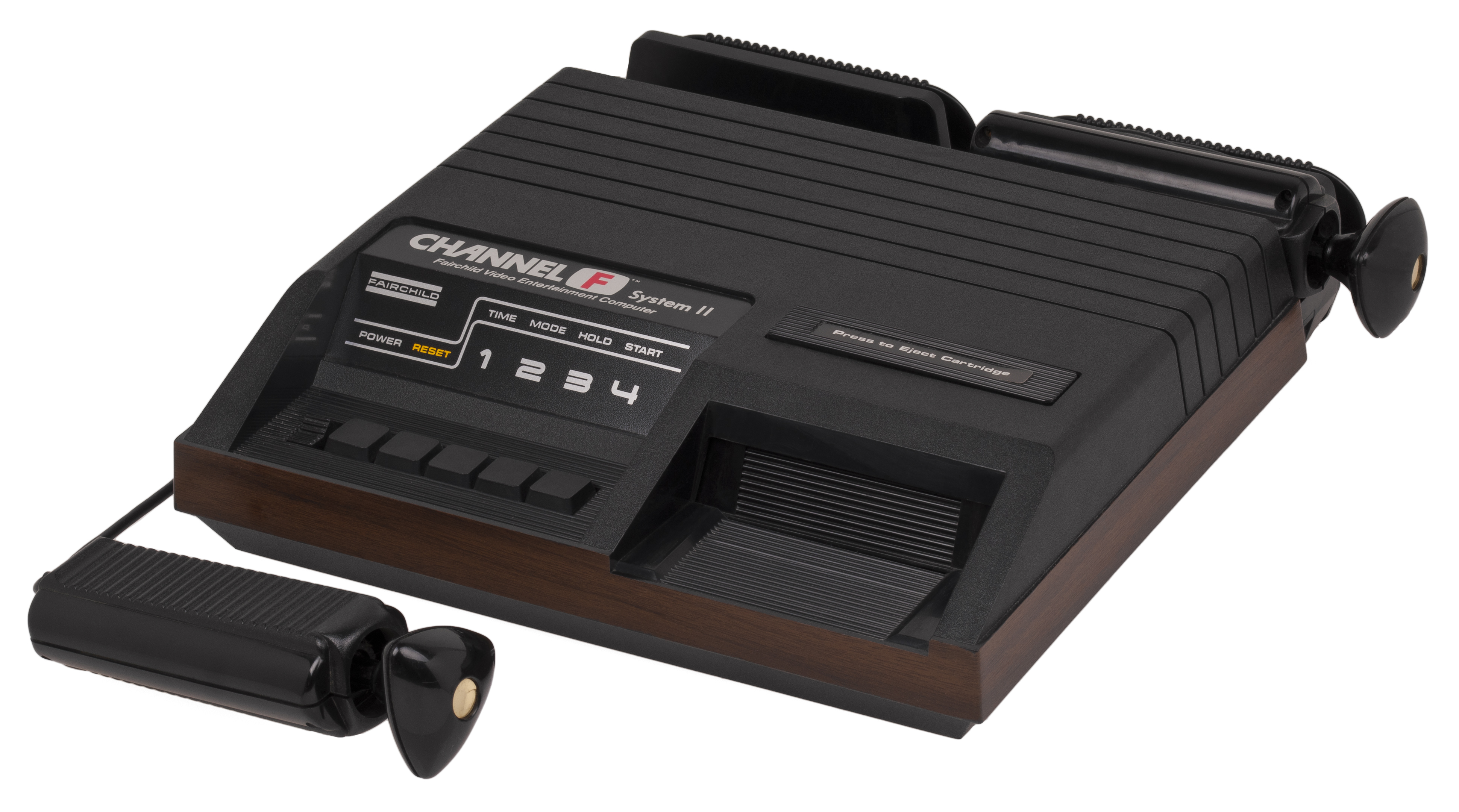
La Channel F System II

Zircon International acquisì i diritti della console e nel 1979 presentò la nuova versione denominata Channel F System II, che avrebbe dovuto competere con la più performante Atari VCS. La nuova console fu progettata da Nick Talesfore, che aveva già lavorato sul primo modello, e vide la scrittura di soli 6 nuovi giochi, alcuni dei quali erano già stati sviluppati da Fairchild prima della cessione della console.
Il nuovo modello si differenziava dal precedente per l'aspetto più compatto e moderno e per i controller staccabili dalla console e i cui alloggiamenti erano stati spostati posteriormente. A livello tecnico va segnalata la scomparsa dell'altoparlante interno, dato che il suono veniva ora riprodotto direttamente sul televisore.
L'accoglienza del nuovo modello fu tiepida perché il mercato dei videogiochi, ormai dominato dall'Atari VCS, dall'Intellivision e dal Magnavox Odyssey², si stava lentamente avviando verso la crisi del 1983 e la console fu perciò tolta dal commercio poco tempo dopo.
In Europa furono vendute diverse repliche ufficiali, tra cui la Luxor Video Entertainment System in Svezia, la Adman Grandstand in Gran Bretagna, la Saba Videoplay, la Nordmende Teleplay e la ITT Telemech Video Processor in Germania e la Dumont Videoplay e la Barco Challenger (della società Barco/Dumont) in Italia e Belgio.